# Port lotniczy Kansai
Międzynarodowy Port Lotniczy Kansai (jap. 関西国際空港 Kansai Kokusai Kūkō; ang. Kansai International Airport) jest największym na świecie lotniskiem wzniesionym na sztucznej wyspie. Lotnisko Kansai leży 5 km od brzegów Honsiu (Honshū), największej wyspy Japonii, 28 km od Kobe.
W całości leży na sztucznej wyspie. Z lądem łączy ją najdłuższy na świecie most dwukondygnacyjny (3,7 km). Lotnisko zostało oddane do użytku pasażerom 12 września 1994 roku po czterech latach prac. 
Budynek lotniska Kansai ma 1700 metrów długości i jest jedną z najdłuższych budowli na świecie. Inżynierowie projektujący sztuczną wyspę i lotnisko korzystali z najnowocześniejszych technologii. Budynki wykonane ze stali i szkła mają nowoczesne kształty. Budynek terminalu jest narażony na często występujące tu tajfuny i trzęsienia ziemi. W ciągu pięciu lat osiadł o ponad 5 metrów. Prace nad budową drugiego terminalu i nowego pasa startowego zakończono w lipcu 2007 roku. Terminal oddano do użytku 2 sierpnia.
Jedną z przyczyn wybudowania lotniska właśnie na morzu jest brak dostatecznej ilości miejsca w pobliżu wielkich miast. Inną jest dążenie do odsunięcia hałaśliwych lotnisk od miejsc, gdzie mieszkają ludzie. Startujące samoloty wznoszą się nad morzem, dzięki czemu lotnisko może funkcjonować w dzień i w nocy nie przeszkadzając nikomu.
Zatoka Osaka, w której wybudowano wyspę, ma 20 metrów głębokości. Najpierw na dno morskie sypano piasek, potem pokruszone skały. Ciężar gruzu skalnego wyciskał wodę z dna morskiego, dzięki czemu można było ustawić na nim fundamenty. Aby ładunki piasku i gruzu trafiły na właściwe miejsce, pracę barek nadzorowano za pomocą komputerów i satelitów. 
Na projekt lotniska rozpisano konkurs. Zwycięzcą został Renzo Piano, jeden z twórców Centrum Pompidou w Paryżu. Piano zdecydował się wybudować port lotniczy o długości 1700 metrów, w którym pasażerowie mogą swobodnie przemieszczać się od wejścia do czekającego na nich samolotu. Komputery nieustannie kontrolują 900 podpór, na których wspiera się cała budowla, korygując nieznacznie ich wysokość.

## Linie lotnicze i połączenia
Lotnisko w Osace obsługiwane jest przez 65 linii lotniczych, oferujących bezpośrednie połączenia na 70 kierunkach w Azji, Oceanii i Europie:
| Linia lotnicza             | Kierunek |
| -------------------------- | --- |
| 9 Air                      | 1. Guangzhou |
| Aero K                     | 1. Cheongju |
| AirAsia X                  | 1. Kuala Lumpur 2. Tajpej-Taiwan Taoyuan |
| Air Busan                  | 1. Pusan 2. Seul-Inczon |
| Air Canada                 | Sezonowo: 1. Toronto 2. Vancouver |
| Air China                  | 1. Pekin 2. Hangzhou 3. Szanghaj-Pudong 4. Tencin |
| Air France                 | 1. Paryż-Charles de Gaulle |
| Air Macau                  | 1. Makau |
| Air Seoul                  | 1. Seul-Inczon |
| All Nippon Airways         | 1. Pekin 2. Dalian 3. Ishigaki 4. Miyako 5. Naha 6. Qingdao 7. Sapporo-Chitose 8. Szanghaj-Pudong 9. Tokio-Haneda |
| ANA Wings                  | 1. Naha 2. Sapporo-Chitose 3. Tokio-Haneda Sezonowo: 1. Miyako |
| Asiana Airlines            | 1. Seul-Gimpo 2. Seul-Inczon Sezonowo: 1. / Saipan |
| Batik Air Malaysia         | 1. Kuala Lumpur 2. Tajpej-Taiwan Taoyuan |
| Beijing Capital Airlines   | 1. Hangzhou 2. Shijiazhuang |
| Cathay Pacific             | 1. Hongkong 2. Tajpej-Taiwan Taoyuan |
| Cebu Pacific               | 1. Cebu 2. Manila |
| China Airlines             | 1. Kaohsiung 2. Tajpej-Taiwan Taoyuan |
| China Eastern Airlines     | 1. Hefei 2. Nigbo 3. Pekin-Daxing 4. Qingdao 5. Szanghaj-Pudong 6. Wuhan |
| China Southern Airlines    | 1. Pekin-Daxing 2. Dalian 3. Guangzhou 4. Harbin 5. Szanghaj-Pudong 6. Shenyang |
| Eastar Jet                 | 1. Seul-Inczon |
| Emirates                   | 1. Dubaj |
| EVA Air                    | 1. Kaohsiung 2. Tajpej-Taiwan Taoyuan |
| Etihad Airways             | 1. Abu Zabi |
| Finnair                    | 1. Helsinki |
| Greater Bay Airlines       | 1. Hongkong |
| Hainan Airlines            | 1. Pekin |
| Hawaiian Airlines          | 1. Honolulu |
| HK Express                 | 1. Hongkong |
| Hong Kong Airlines         | 1. Hongkong |
| Japan Airlines             | 1. Bangkok-Suvarnabhumi 2. Honolulu 3. Los Angeles 4. Sapporo-Chitose 5. Szanghaj-Pudong 6. Tajpej-Taiwan Taoyuan 7. Tokio-Haneda |
| Japan Transocean Air       | 1. Ishigaki 2. Naha |
| Jeju Air                   | 1. Pusan 2. Seul-Gimpo 3. Seul-Inczon Sezonowo: 1. Muan |
| Jetstar                    | 1. Brisbane 2. Cairns 3. Sydney |
| Jetstar Asia               | 1. Manila 2. Singapur |
| Jetstar Japan              | 1. Fukuoka 2. Kōchi 3. Kumamoto 4. Naha 5. Sapporo-Chitose 6. Shimojishima 7. Tajpej-Taiwan Taoyuan 8. Tokio-Narita |
| Jin Air                    | 1. Pusan 2. Muan 3. Seul-Inczon |
| Juneyao Air                | 1. Pekin-Daxing 2. Changsha 3. Changzhou 4. Harbin 5. Nankin 6. Qingdao 7. Szanghaj-Pudong 8. Wenzhou 9. Wuhan 10. Wuxi |
| KLM                        | 1. Amsterdam |
| Korean Air                 | 1. Seul-Gimpo 2. Seul-Inczon |
| Loong Air                  | 1. Hangzhou |
| Lufthansa                  | 1. Monachium |
| Malaysia Airlines          | 1. Kuala Lumpur |
| MIAT Mongolian Airlines    | Sezonowo: 1. Ułan Bator |
| Okay Airways               | 1. Changsha 2. Hangzhou 3. Linyi |
| Peach                      | 1. Amami 2. Bangkok-Suvarnabhumi 3. Fukuoka 4. Hongkong 5. Ishigaki 6. Kagoshima 7. Kaohsiung 8. Kushiro 9. Memanbetsu 10. Miyazaki 11. Nagasaki 12. Naha 13. Niigata 14. Sapporo-Chitose 15. Sendai 16. Seul-Inczon 17. Singapur 18. Szanghaj-Pudong 19. Tajpej-Taiwan Taoyuan 20. Tokio-Narita |
| Philippine Airlines        | 1. Cebu 2. Manila |
| Philippines AirAsia        | 1. Manila |
| Qatar Airways              | 1. Doha |
| Qingdao Airlines           | 1. Qingdao |
| Scoot                      | 1. Singapur |
| Shandong Airlines          | 1. Jinan 2. Qingdao |
| Shanghai Airlines          | 1. Szanghaj-Pudong |
| Shenzhen Airlines          | 1. Nankin 2. Nantong 3. Shenzhen 4. Wuxi |
| Sichuan Airlines           | 1. Chengdu-Tianfu |
| Singapore Airlines         | 1. Singapur |
| Spring Airlines            | 1. Dalian 2. Guiyang 3. Ningbo 4. Szanghaj-Pudong 5. Shenyang |
| StarFlyer                  | 1. Tokio-Haneda |
| Starlux Airlines           | 1. Tajpej-Taiwan Taoyuan |
| Thai AirAsia X             | 1. Bangkok-Suvarnabhumi |
| Thai Airways International | 1. Bangkok-Suvarnabhumi |
| Thai VietJet Air           | 1. Bangkok-Suvarnabhumi 2. Chiang Mai 3. Tajpej-Taiwan Taoyuan |
| Tianjin Airlines           | 1. Tiencin |
| Tigerair Taiwan            | 1. Kaohsiung 2. Tajpej-Taiwan Taoyuan |
| Turkish Airlines           | 1. Stambuł |
| T'way Air                  | 1. Pusan 2. Cheongju 3. Daegu 4. Czedżu 5. Seul-Inczon |
| United Airlines            | 1. / Guam 2. San Francisco |
| VietJet Air                | 1. Hanoi 2. Ho Chi Minh |
| Vietnam Airlines           | 1. Đà Nẵng 2. Hanoi 3. Ho Chi Minh |
| XiamenAir                  | 1. Chongqing 2. Fuzhou 3. Hangzhou 4. Xiamen |

### Cargo
- Air Hong Kong
- Dragonair
- FedEx
- Korean Air Cargo
- Nippon Cargo Airlines
- Scandinavian Airlines System
- United Parcel Service
- China Postal Airlines
- Jade Cargo International
- Yangtze River Express Airlines
- Cargoitalia
- Galaxy Airlines
- Cathay Pacific Cargo
- Polar Air Cargo